# Colline Hill
Colline Hill, de son vrai nom Blandine Coulet, est une auteur-compositeur-interprète française née le 31 août 1980 à Plumelec dans le Morbihan en Bretagne. Chanteuse guitariste de la scène indie folk, elle réside à Liège en Belgique, après avoir vécu en Irlande dans l'univers de la musique irlandaise.

## Biographie

### Plumelec
C'est à Plumelec dans le pays Vannetais en Morbihan que Blandine commence à s'intéresser à la musique, à l’heure où d’autres écoutent les distorsions du rock, c’est au son de Dylan, Baez, Cohen, Harris ou encore Johnny Cash qu'elle se nourrit, puis plus tard elle découvre Ray Lamontagne, Nick Drake, Joni Mitchell, Damien Rice et Tracy Chapman. Elle commence à apprendre la musique de manière classique, le piano et le chant en chorale. C'est en fréquentant le pub ouvert à proximité de la fac de droit où elle étudie à Vannes, le O'Flaherty, qu'elle tombe sous le charme des ballades irlandaises et de nombreux coup de cœurs pour les chanteuses comme Mary Black, Dolores Keane, Loreena McKennitt... Elle chantonne en même temps que la musique et la patronne du pub, bluffée par sa voix, s'amuse à baisser le son pour que l'assistance entende sa voix. En passant par la musique irlandaise, la jeune artiste découvre toute la folk américaine, habitée par les rythmes universels du folk, de la country et du blues. En adoptant le nom de Colline Hill, elle s’en inspire et s’appuie sur la richesse de ses mentors pour créer son propre style : une folk moderne aux accents pop. Elle participe à des sessions à l'irlandaise et finit par se mettre à la guitare.

### Galway - Liège
Si c'est en Bretagne qu'elle fait ses premières scènes avec un groupe qui reprend des standards du folk, c'est surtout en Irlande, ou elle s'installe durant quelques années, qu'elle fait son apprentissage en participant des jam sessions dans les pubs de Galway. En 2008, elle s'installe à Liège et concrétise en Belgique ses projets musicaux.
Après avoir pris le temps de découvrir et rencontrer le milieu musical belge, elle décide en décembre 2008 de déposer ses titres sur le site communautaire et participatif, Akamusic. En moins de 3 mois, 274 internautes la suivent et la financent pour la production d’un single 3 titres Cause I Love, en 2009. Elle choisit l’arrangeur Werner Pensaert (K’s Choice, U2, Hooverphonic) pour enrober sa folk authentique de touches pop. Un titre séduit Georges Lang qui convie Colline aux célèbres Nocturnes RTL, ce qui lui vaut par la suite le soutien de radios nationales telles que Bel RTL et Nostalgie Belgique.

### Wishes

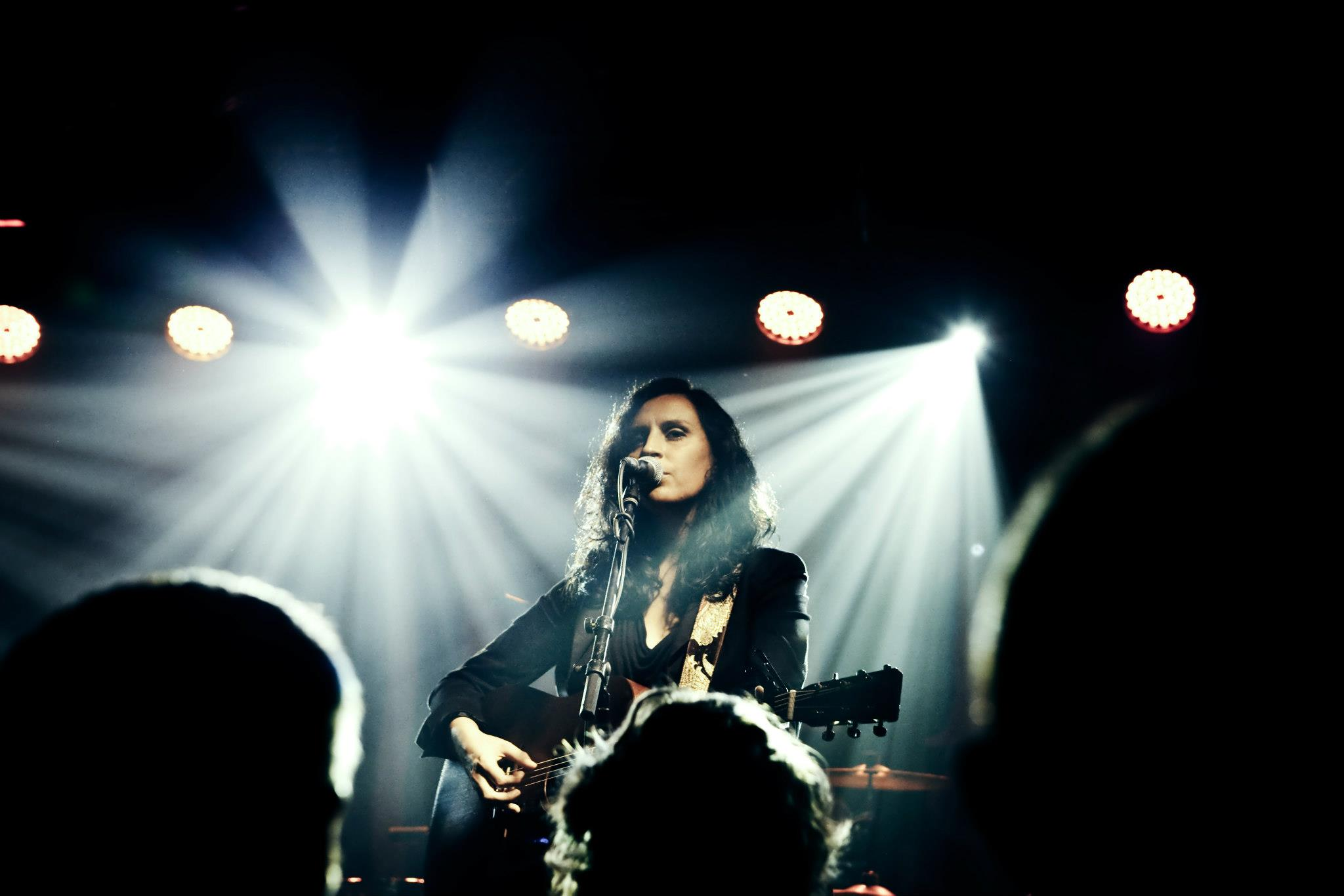
Colline Hill en première partie de The Levellers en 2012.

Pour produire son premier album, elle lance un nouvel appel sur la plateforme de financement participatif belge et plus de 800 internautes la soutient. La chanteuse, qui écrit ses textes et sa musique, cherche un son reflétant son authenticité et ses émotions. C’est Stuart Bruce qu’elle appelle pour l’album Wishes, sorti en février 2012, distribué par Universal. L’arrangeur est connu pour son travail au Real World Studios et ses collaborations avec Peter Gabriel, Kate Bush, et Loreena McKennitt. Le 17 mars de cette même année, elle se produit en première partie du groupe de folk américain et britannique America au Bataclan puis en 2013 les premières parties du New-yorkais Peter Cincotti à l'Olympia en avril et le 9 août de l'Irlandaise Imelda May au festival interceltique de Lorient.

### The Celtic Social Club
Le 18 juillet 2014, le festival des Vieilles Charrues programme sur la  « scène Kerouac » la création de l'année du festival, The Celtic Social Club, après la prestation de Tinariwen et avant celle d'Elton John. Le groupe initié et dirigé par Manu Masko est une adaptation contemporaine de la musique celtique autour d'un collectif de sept musiciens (Red Cardell, Jimme O'Neill, Ronan le Bars...) et d'invités venant d'horizons différents comme Colline Hill ou Winston MacAnuff. Elle enregistre le titre Time to Love sur l'album studio sorti chez Keltia Musique et apparait dans le coffret live à la suite du concert à Carhaix devant 50 000 festivaliers.

### Skimmed
En janvier 2013, elle démarre l'écriture de nouvelles chansons en Irlande, à Inis Mór, une des trois Îles d'Aran. En juin 2014, elle collecte plus de 9000€ sur le site participatif KissKissBankBank pour l'enregistrement de son deuxième album. Celui-ci, intitulé Skimmed, sort le 21 septembre 2015 en Belgique sous son propre label indépendant Hill & Lake Productions. Elle traduit le titre par « l’écume balayée qui laisse entrevoir le récif », une nature et une introspection qui se retrouvent dans dix chansons et ballades. Sorti en France le 13 novembre 2015, distribué en Bretagne par Coop Breizh, ce second opus obtient le grand prix du disque du Télégramme 2015.

## Récompense
- 2016 : Grand prix du disque du Télégramme pour Skimmed[2].